# Бразильско-колумбийские отношения
Бразильско-колумбийские отношения — двусторонние дипломатические отношения между Бразилией и Колумбией. Протяжённость государственной границы между странами составляет 1790 км.

## История
За последнее десятилетие отношения между этими двумя государствами значительно улучшились. Одним из самых важных аспектов двусторонних отношений являются пограничные вопросы, которые рассматриваются в рамках специально созданной комиссии. В состав комиссии входят рабочие группы по обсуждению вопросов касающихся окружающей среды, коренных народностей и судоходности рек. Бразилия поддерживает мирные переговоры между колумбийским правительством и ФАРК, а также считает, что их успешное завершение стало важным политическим прогрессом для всей Южной Америки. Бразилия оказывает помощь Колумбии по развитию южных районов пострадавших от Гражданской войны. Вооружённые силы Бразилии помогают колумбийцам в разминировании территории страны.

## Торговля
В Колумбии расположено около 50 бразильских предприятий, которые заняты в сталелитейной промышленности, добыче нефти, финансовой сфере, телекоммуникациях, информационных технологиях, а также в сфере продуктов питания и напитков. Бразильские инвестиции в экономику Колумбии составляют сумму в более чем 6 млрд. долларов США. С 2005 по 2014 год товарооборот между Бразилией и Колумбией вырос на 165 % (с 1,5 млрд долларов США до 4,1 млрд долларов США). В 2015 году Бразилия экспортировала в Колумбию: пропилен, автомобили, запчасти автомобилей, шины для автобусов и грузовых автомобилей, полуфабрикаты, железные изделия, генераторы переменного тока, двигатели внутреннего сгорания и части турбореактивных двигателей. Колумбия является третьей по величине экономикой в регионе и седьмым торговым партнёром Бразилии в Южной Америке.